# Slinger (natuurkunde)

De Slinger van Foucault beweegt door de draaiing van de aarde (het effect is in deze animatie sterk overdreven weergegeven).

Een slinger bestaat uit een massa opgehangen aan het uiteinde van een koord of een staaf die aan de bovenzijde vrij draaibaar is. Als de massa opzij getrokken wordt en daarna losgelaten, zal de massa heen en weer bewegen onder invloed van de zwaartekracht. De massa passeert daarbij telkens het centrale, laagste punt.
Er zijn ook slingers die niet van de zwaartekracht als terugdrijvende kracht gebruikmaken. Zo bestaat een torsieslinger uit een massa die aan een (fijne) draad, de torsiedraad, bevestigd is en door verdraaiing een torsiekracht in de draad veroorzaakt die als terugdrijvende kracht fungeert. Een torsieslinger werkt ook buiten een zwaartekrachtsveld. Een metronoom is een soort omgekeerde slinger – de massa zit hier aan de bovenkant van de staaf – die een veer gebruikt om de terugdrijvende kracht te leveren.
Galileo Galilei ontdekte dat een slinger een regelmatige periodieke beweging uitvoert, waarmee de tijd gemeten zou kunnen worden, als in een klok. Dit leidde tot de uitvinding van het slingeruurwerk door Christiaan Huygens. De grootte van de massa aan het uiteinde van de slinger is niet van invloed op de periode of de slingertijd.
Bij kleine verplaatsingen van de massa kan de beweging van een slinger wiskundig beschreven worden als een eenvoudige harmonische beweging. Dit komt doordat dan de uitwijking vrijwel evenredig is met de terugdrijvende kracht, overeenkomstig de Wet van Hooke voor een veer. Werkelijke slingers hebben echter geen oneindig kleine verplaatsingen en zijn daardoor enigszins niet-lineair. Huygens toonde aan dat een ideale slinger niet volgens een cirkel moet bewegen, maar langs een cycloïde (zie Tautochrone kromme). Ook zullen niet-ideale slingers energie verliezen, zodat ze een gedempte trilling uitvoeren.  

## Mathematische slinger, benadering voor kleine amplitude
De geïdealiseerde slinger voldoet aan de volgende voorwaarden:
- Het scharnierpunt beweegt niet mee met de slingerbeweging en is wrijvingsloos.
- De staaf of het koord tussen de massa en het scharnierpunt vervormt niet, heeft geen massa en een constante slingerlengte {\displaystyle \ell }.
- De massa aan het uiteinde van de staaf is een puntmassa met constante massa {\displaystyle m}.
- De massa beschrijft een (stukje van) een cirkel en beweegt niet in de richting loodrecht op deze cirkel. Bij deze cirkelbeweging wordt de positie bepaald door de hoek {\displaystyle \theta } tussen de staaf en de verticaal.
- De slinger bevindt zich in een zwaartekrachtveld met constante zwaartekrachtsversnelling {\displaystyle g}.

Op de massa werken de zwaartekracht en de kracht van de ophangstaaf. De verandering van de hoek {\displaystyle \theta } wordt alleen beïnvloed door de krachten rakend aan de baan. Alleen de zwaartekracht heeft een component in deze richting: de component {\displaystyle -mg\,\sin \theta }, waarin {\displaystyle g} de zwaartekrachtsversnelling is. De versnelling langs de baan is de tangentiële versnelling. Dit is de hoekversnelling vermenigvuldigd met de lengte van de staaf. De bewegingsvergelijking wordt dan gegeven door de volgende differentiaalvergelijking:
{\displaystyle m\ell \,{\frac {\mathrm {d} ^{2}\theta }{\mathrm {d} t^{2}}}=-mg\,\sin(\theta )}
De massa {\displaystyle m} kan daarin worden weggedeeld. Als de amplitude klein is, geldt de benadering {\displaystyle \sin(\theta )\approx \theta }, zodat:
{\displaystyle \ell \,{\frac {\mathrm {d} ^{2}\theta }{\mathrm {d} t^{2}}}=-g\,\theta }
De oplossing van deze differentiaalvergelijking is:
{\displaystyle \theta =\theta _{0}\,\cos \left({\sqrt {\frac {g}{\ell }}}\,t\right)},
waarin {\displaystyle \theta _{0}} de hoek is die de slinger op tijdstip 0 maakt met de verticaal. Deze hoek is daarmee ook de maximale uitslag die de slinger kan hebben. De bewegingsvergelijking beschrijft een eenvoudige harmonische beweging met periode (trillingstijd) 
{\displaystyle T_{0}=2\pi {\sqrt {\frac {\ell }{g}}}}
Dit is de wet van Christiaan Huygens – tevens de oudste formule van de natuurkunde.
Hieruit blijkt dus dat de trillingstijd van een slinger op zeeniveau alleen afhangt van de lengte. Met een slinger kan men dus ook kleine afwijkingen van {\displaystyle g} bepalen. Hieruit blijkt ook dat een slinger met dezelfde lengte op de maan, waar de zwaartekracht kleiner is, langzamer zal slingeren dan op aarde.
Dit effect heeft F.A. Vening Meinesz gebruikt om de vorm van de aarde te meten tijdens zijn beroemde reizen met de marine.
Voor grotere hoeken kan de benadering niet meer worden toegepast. De algemene oplossing voor de mathematische slinger luidt dan
{\displaystyle T_{0}=4{\sqrt {\frac {l}{g}}}\int _{0}^{\frac {\pi }{2}}{\frac {\mathrm {d} \phi }{\sqrt {1-\sin ^{2}({\tfrac {1}{2}}\theta _{0})\sin ^{2}(\phi )}}}=4{\sqrt {\frac {l}{g}}}\,K(k)}
met {\displaystyle k=\sin({\tfrac {1}{2}}\theta _{0})},
waarin de integraal {\displaystyle K(k)} niet meer herleidbaar is tot elementaire functies. Hij wordt de complete elliptische integraal van de eerste soort genoemd. Er bestaan tabellen voor {\displaystyle K(\theta _{0})}.
Omdat {\displaystyle K\left(\sin({\tfrac {1}{2}}\theta _{0})\right)\to {\frac {\pi }{2}}} voor {\displaystyle \theta _{0}\to 0} krijgt men voor kleine hoeken opnieuw de benadering
{\displaystyle T_{0}\simeq 4{\sqrt {\frac {l}{g}}}\cdot {\frac {\pi }{2}}=2\pi {\sqrt {\frac {l}{g}}}}

## Mathematische slinger, met willekeurige amplitude

Figuur 3. Afwijking van de slingertijd ten opzichte van de benadering voor kleine amplitude. De afwijking is numeriek benaderd met de elliptische integraal.

Figuur 4. Relatieve afwijking van de slingertijd met behulp van de machtreeks.

Voor grote amplituden is het niet mogelijk om gebruik te maken van {\displaystyle K\left(\sin {\frac {\theta _{0}}{2}}\right)\to {\frac {\pi }{2}}}, want dat geldt alleen als de amplitude nul nadert. 
De oplossing voor {\displaystyle K} is een elliptische integraal van de 1e soort. 
{\displaystyle K(k)=F\left({\frac {\pi }{2}},k\right)=\int _{0}^{\frac {\pi }{2}}{\frac {1}{\sqrt {1-k^{2}\sin ^{2}u}}}\,\mathrm {d} u}

### Legendre-polynoom oplossing van de elliptische integraal
De legendre-polynoom oplossing van de elliptische integraal:
{\displaystyle K(k)={\frac {\pi }{2}}\sum _{n=0}^{\infty }\left({\frac {(2n-1)!!}{(2n)!!}}k^{n}\right)^{2}}
met {\displaystyle n!!} de dubbelfaculteit, is een exacte oplossing voor de slingertijd:
{\displaystyle {\begin{alignedat}{2}T&=2\pi {\sqrt {\frac {\ell }{g}}}\left(1+\left({\frac {1}{2}}\right)^{2}\sin ^{2}{\frac {\theta _{0}}{2}}+\left({\frac {1\cdot 3}{2\cdot 4}}\right)^{2}\sin ^{4}{\frac {\theta _{0}}{2}}+\left({\frac {1\cdot 3\cdot 5}{2\cdot 4\cdot 6}}\right)^{2}\sin ^{6}{\frac {\theta _{0}}{2}}+\ldots \right)\\&=2\pi {\sqrt {\frac {\ell }{g}}}\cdot \sum _{n=0}^{\infty }\left(\left({\frac {(2n)!}{(2^{n}\cdot n!)^{2}}}\right)^{2}\cdot \sin ^{2n}{\frac {\theta _{0}}{2}}\right)\end{alignedat}}}
Let op dat de amplitude {\displaystyle \theta _{0}} in radialen ingevuld moet worden.
Figuur 4 toont de relatieve afwijking van de machtreeks. {\displaystyle T_{0}} is de lineaire benadering, en {\displaystyle T_{2}} tot en met {\displaystyle T_{10}} bestaan uit de termen van de 2e tot en met de 10e macht.

### Machtreeksoplossing van de elliptische integraal
Een oplossing is ook mogelijk met gebruik van de Maclaurin-reeks:
{\displaystyle \sin {\frac {\theta _{0}}{2}}={\frac {1}{2}}\theta _{0}-{\frac {1}{48}}\theta _{0}^{3}+{\frac {1}{3\,840}}\theta _{0}^{5}-{\frac {1}{645\,120}}\theta _{0}^{7}+\ldots }
in de Legendre-polynoom.
De machtreeks heeft dan als resultaat:
{\displaystyle T=2\pi {\sqrt {\frac {\ell }{g}}}\left(1+{\tfrac {1}{16}}\theta _{0}^{2}+{\tfrac {11}{3\,072}}\theta _{0}^{4}+{\tfrac {173}{737\,280}}\theta _{0}^{6}+{\tfrac {22\,931}{1\,321\,205\,760}}\theta _{0}^{8}+{\tfrac {1\,319\,183}{951\,268\,147\,200}}\theta _{0}^{10}+{\tfrac {233\,526\,463}{2\,009\,078\,326\,886\,400}}\theta _{0}^{12}+\ldots \right)}
Let op dat de amplitude {\displaystyle \theta _{0}} in radialen ingevuld moet worden.

## Fysische slinger
Bij de fysische slinger wordt de slinger als een voorwerp beschouwd dat een rotatie uitvoert. De differentiaalvergelijking wordt dan:
{\displaystyle I{\frac {\mathrm {d} ^{2}\theta }{\mathrm {d} t^{2}}}=-r_{Z}mg\,\sin \theta }
Met:
{\displaystyle I} het traagheidsmoment van de slinger ten opzichte van het scharnierpunt
{\displaystyle r_{Z}} de afstand van het zwaartepunt tot het scharnierpunt.
Met de klassieke benadering voor kleine hoeken waarbij men {\displaystyle \sin \theta \approx \theta } stelt, krijgt men een eenvoudige differentiaalvergelijking, die een harmonische beweging voorstelt met 
{\displaystyle \omega ={\sqrt {\frac {mgr_{Z}}{I}}}}
of met een periode 
{\displaystyle T=2\pi {\sqrt {\frac {I}{mgr_{Z}}}}}
Voor grotere hoeken kan deze benadering niet gebruikt worden. De oplossing maakt dan opnieuw gebruik van de elliptische integralen.
Het traagheidsmoment van een staaf met het scharnierpunt aan het uiteinde is {\displaystyle I={\frac {m\ell ^{2}}{3}}} en dan is {\displaystyle r_{Z}=\ell /2}, zodat de formule voor een fysische slinger met het scharnierpunt aan het uiteinde neerkomt op:
{\displaystyle T=2\pi {\sqrt {\frac {2\ell }{3g}}}}
Merk op dat de massa niet voorkomt in deze formule voor de periode, net zoals in het geval van de mathematische slinger. Als het scharnierpunt niet aan het uiteinde van de fysische slinger zit, moet het traagheidsmoment van het deel onder en boven het scharnierpunt bij elkaar opgeteld worden:
{\displaystyle I=I_{1}+I_{2}} met {\displaystyle \ell =\ell _{1}+\ell _{2}}, {\displaystyle \quad m=m_{1}+m_{2}\quad } en {\displaystyle \quad r_{Z}=\left|\ell _{1}-{\frac {\ell }{2}}\right|}
Dit leidt tot:
{\displaystyle T=2\pi {\sqrt {\frac {\ell _{1}^{3}+\ell _{2}^{3}}{3\ell gr_{Z}}}}}
Een equivalente oplossing voor dezelfde situatie is te vinden met behulp van de Stelling van Steiner. Volgens deze stelling is:
{\displaystyle I=m\ell ^{2}/12+mr_{Z}^{2}}
Dit leidt tot:
{\displaystyle T=2\pi {\sqrt {\frac {\ell ^{2}/12+r_{Z}^{2}}{gr_{Z}}}}}

## Slingertijd
De slingertijd is de tijdsduur die verloopt tussen twee momenten waarop een punt (bijvoorbeeld de massa) van een slinger zich weer op hetzelfde uiteinde bevindt. De slingertijd wordt ook wel periode genoemd. Bij een slinger met niet te grote uitwijking is de slingertijd constant, bij een mathematische slinger onafhankelijk van de grootte van de uitwijking. De slingertijd {\displaystyle T} is het omgekeerde van de frequentie. De slingertijd van een verticale slinger laat zich berekenen met de formule van Christiaan Huygens:
{\displaystyle T=2\pi \cdot {\sqrt {\frac {l}{g}}}},
met {\displaystyle \ell } de lengte van het touw (m), {\displaystyle g} als de valversnelling (m/s²), {\displaystyle T} is de tijd in seconde. Bij een slingerlengte van 1 m bedraagt de slingerperiode 2,0060 s. Tito Livio Burattini definieerde in zijn Misura Universale zo de Metro Cattolico. Als vuistregel kan men aanhouden dat de lengte van een slinger in meters een kwart is van de slingertijd in seconden in het kwadraat. De slinger waarvan de massa een cirkelvormige baan volgt wordt de kegelslinger genoemd en hiervoor is de formule iets langer, namelijk:
{\displaystyle T=2\pi \cdot {\sqrt {\frac {\sqrt {l^{2}-r^{2}}}{g}}}},
met {\displaystyle r} de straal van de cirkel (in meter). Deze formule is echter geen benadering, maar is exact.

## Toepassingen
Slingers vinden toepassing als tijdbepalend element in mechanische uurwerken. Een echappement zet de slingerbeweging om in een ronddraaiende beweging en zorgt er ook voor dat de slinger bij elke doorgang een klein duwtje krijgt, zodat de slingerbeweging blijft voortduren. De energie hiervoor komt in de meeste gevallen van een veer of een gewicht.
Een gedempte slinger wordt gebruikt door seismografen om aardbevingen te detecteren. De gedempte slinger komt in beweging door de trillingen van de aarde. Dit wordt gedaan met een gedempte slinger opdat de meting zo nauwkeurig mogelijk is zonder al te veel oscillaties.
Een metronoom wordt gebruikt om een constant ritme te geven. Dit wordt veel gebruikt door muzikanten om een gelijkmatig tempo te houden tijdens het spelen of oefenen van muziekstukken. De metronoom is regelbaar in frequentie door een gewicht te verschuiven.
De Slinger van Foucault wordt gebruikt om de draaiing van de aarde om haar as te demonstreren.